# 戈爾德波因特 (內華達州)
戈爾德波因特（英語：Gold Point）是位於美國內華達州埃斯梅拉達縣的鬼鎮。

## 歷史
戈爾德波因特的郵局於1932年設立，其後於1968年停運。

## 地理
戈爾德波因特所處的海拔為高於海平面1641米（即5384英呎），而該地所採用的時區為UTC-8，即太平洋时区（PST）。同時該地設有夏令時間，為UTC-8調快一小時，即UTC-7（PDT）。